# 國本桂史
國本 桂史（くにもと かつし、1953年 - ）は、インダストリアルデザイナー。元名古屋市立大学教授。

## 略歴
金沢市生まれ。石川県立金沢桜丘高等学校、金沢美術工芸大学美術工芸学部産業美術学科工業デザイン専攻卒業。三菱自動車工業株式会社開発本部入社後、パジェロ、デリカ、ミニカのデザイン開発に従事。その他、シグマ、ラムダ、コルディア、デボネア、スタリオンも担当した。また、東京モーターショー・ショーカーの計画及びデザイン担当、三菱ふそう大型バスのデザインコンサルタント（エアロクィーン）、近未来のクルマ社会と自動車の研究をアドバンス・デザインスタジオ担当、三菱ニューデリカのインテリアデザインを担当した。
1986年、株式会社デルコ（日本デザイン開発研究所）を設立し、代表取締役就任。
2006年名古屋市立大学大学院芸術工学研究科教授、2009年名古屋市立大学環境デザイン研究所所長に就任。2018年、大学退官。

## ディレクションしたプロジェクト
- 東山動植物園50周年記念事業基本計画
- JCI '86名古屋世界会議記念モニュメント『CHI』（名古屋市中区）デザイン及び制作
- '87名古屋未来都市計画デザイン計画
- 中部未来博 '88「緑と木のむら」テーマパビリオン デザイン計画、展示計画
- 住宅・都市整備公団「アートヒル三好ヶ丘」街づくり計画
- 歯科医院システムデザイン計画、デザイン実施計画（平岡歯科、浅井歯科、三和歯科 他）
- 浜名湖競艇企業団計画 基本構想及びデザイン計画
- 名古屋市福祉健康センター モニュメント『絢』（名古屋市瑞穂区）デザイン及び制作
- 東濃地区サイエンスパーク（学術研究都市）基本構想及びデザイン計画
- 東名高速道路・開発インターチェンジ（東名三好I.C.）土地利用基本計画
- モーターショー・プランニング及び出品基本計画、デザイン
- 住宅・都市整備公団『都市計画・街づくりマニュアル』プロデュース、デザイン、『都市計画・区画整理事業』プロデュース、デザイン
- アートヒル三好ヶ丘彫刻フェスタ 企画、計画、運営、総合プロデュース（'89〜'03）〈グッドデザイン賞（Gマーク）受賞〉
- 中区役所ビルオフィス インテリアデザイン、設計
- コスメティックブティック「コスメティコ・キャサ」デザイン、設計、監理
- 五ヶ丘地区宅地竣工記念モニュメント『ヨウ』 （豊田市） デザイン及び制作
- 三好町文化会館「サンアート」コーディネート、プロデュース
  - （建物、舞台緞帳〔河野鷹思氏共同〕、モニュメント〔多田美波氏共同〕等）、
- 東名三好I.C.「新池橋」彫刻計画、ライティング装置デザイン
- 自動車玩具（チョロQ 等） 企画・デザイン
- ドール玩具（ジェニー人形等）企画・デザイン
- 北海道民芸家具「DIVA HOKUMINシリーズ」デザイン
- レストラン「天本」デザイン、設計、監理（台北市 中華民国）
- アートヒル三好ヶ丘竣工記念モニュメント 『DUET』デザイン、設計監理、及び制作
- 三好中央区画記念竣工モニュメント『玄武 （1）』デザイン、設計監理、及び制作
- イスラエル主催イスラエル建国3000年記念指名コンペティション（記念式典用王冠）指名参加
- 熊本県阿蘇地区 商業開発プロデュース / 熊本まちづくり会議プロデュース
- '96印刷文化典PrintLand印刷展総合プロデュース
- 美濃FUSIOM展出展作品『玄武（3）』デザイン、設計監理、及び制作
- DIGITAL PHOTO CITY ワキタ ショップデザイン及びショーウィンドウデザイン
- TOY・S・BOXビル 基本計画及びデザイン設計
- カスタマイズされた靴を提供するシステム デザイン・プロデュース〈グッドデザイン賞（Gマーク）受賞 中小企業庁長官特別賞受賞〉
- 熱田神宮 御神酒「草薙」デザイン制作
- 日本酒「東龍」デザイン制作
- 凍結酒「白山氷室」ボトルデザイン、ロゴデザイン 〈グッドデザイン賞（Gマーク）受賞〉
- 水環境を考える市民会議コーディネーター（'98より副座長）
- 師崎一馬屋 施設計画･デザイン開発（宿泊・大型銭湯・宴会場・御土産品開発 他）
- 家具のクリエイティブディレクション
- 金沢市湯涌地区歴史文化施設整備基本構想策定（江戸村・湯涌文化村［旧･檀風苑］ 他）
- 金沢東山ひがし歴史伝統的建造物群地区 保存計画、防災計画
- ラグーナ蒲郡「Chefood di Mare」デザインプロデュース・設計
- 八ケ岳リゾートアウトレット「CHEESE FACTORY」デザインプロデュース・設計
- INAX環境計画 コンサルタントディレクター
- パネルシステム エコディスプレイ デザイン・プロデュース〈グッドデザイン賞（Gマーク）受賞〉
- 森の吟醸蔵［白山］デザイン・プロデュース〈グッドデザイン賞（Gマーク）受賞〉
- 日本酒の産地呼称「白山菊酒」プロデュース

## 発表論文
- ザ・カトラリー（日本デザイン学会）
- 日本の伝統色 100（日本デザイン学会）
- 車という文化 モータリゼーション - その歴史と文化（道具学会発表論文）
- 名古屋市立大学芸術工学部 研究紀要「デザイン開発ーデザインにおける Diversityという考え方の一例」
- 北海道民芸家具｢ベーシックとスタンダード」（日本デザイン学会発表論文）
- 金沢東山郭における格子戸、「格子 様式美」についての研究
- 高速道路と都市環境「ハイウェイ・フロント構想」
- 都市計画、建築環境と風水学
- 将来における自動車社会について
- 「自動車進化論」（自動車技術会発表受賞論文）

## 受賞歴
- GOOD DESIGN(シカゴ科学アカデミー主催)受賞
- PINUP DESIGN AWARD
- reddot product design award
- iF product design award
- Technology of the Year
- グッドデザイン中小企業庁長官特別賞
  - カスタマイズされた靴を提供するシステム
  - ベビーウェア「クオーレアモーレ」
- グッドデザイン賞（Ｇマーク）
  - ナイフフォークカトラリー「オーパスワン」
  - 日本酒「白山氷室」
  - 工作機械「MAZAK」
  - 彫刻による街造り「アートタウン三好彫刻フェスタ」
- 大阪グッドデザイン選定
  - チーズナイフ・オーパスワン
- The Creativity 28 competition Award of Distinction
- デザインフォーラム賞
- 中谷宇吉郎生誕100年記念「雪のデザイン賞」
- デザイン名古屋'97ショーウィンドーコンペ名古屋市長賞
- The Art Directors Club of New York主催 ADC賞
- イスラエル政府主催 イスラエル建国3000年記念指名コンペティション指名参加 記念式典用王冠
- 第1・2回 草月『花の器展』花器コンペティション入賞
- 環境デザイン大賞

## 役職等
- 南昌航空大学・客員教授
- 広東華南工業設計院・特別顧問(客員教授)
- 広東工業大学・特別顧問(客員教授)
- 慶應義塾大学・非常勤講師
- XUEXUE INSTITUTE・客員教授
- 国民大学・客員教授
- 大阪大学大学院工学研究科・非常勤講師
- 北陸先端科学技術大学院大学・非常勤講師
- 経済産業省戦略的デザイン活用研究会・WG主査
- 経済産業省感性価値創造イニシアティブ・タスクフォース委員
- グッドデザイン賞（Gマーク）選定審査委員・審査ユニット長
- 日本デザイン学会・評議員・理事・第3支部支部長
- 日本デザイン協会・専務理事
- 日本デザイン共同体・幹事
- 日本デザインコンサルタント協会・幹事
- NPO法人日本ジャパンフード協会・理事長
- 農林水産省全国環境保全型農業推進会議・委員

## 所属団体
- 日本デザイン学会 JSSD
- 日本生体医工学会 JSMBE
- 日本人間工学会 JES
- 日本コンピュータ外科学会 JSCAS
- 日本ロボット学会 RSJ
- 日本色彩学会 CSAJ
- NPO法人日本デザイン協会 JDA
- 日本インダストリアルデザイナー協会 JIDA
- 日本デザインコンサルタント協会 JDCA
- 日本感性工学会 JSKE
- 道具学会 SFD
- ISO14001環境審査員

## 著書
- 「デザインコンサルタント」日本デザインコンサルタント協会編 共著 JDCA出版局
- 「私の選んだ一品」2002〜2006 日本産業デザイン振興会編 共著 GD選書
- 「Gマーク大全 グッドデザイン賞の50年」日本産業デザイン振興会編 共著
- 「100のデザイン、100の物語」日本産業デザイン振興会編 共著
- 「芸術工学への誘い6」名古屋市立大学芸術工学部編 共著 岐阜新聞社

## 連載
- 「想像する創造」（EB）
- 「美味・心味 とっておき」（とうかい食べ歩き）

## 掲載された書籍など
- 「再生グラフィックス ブランドから地域まで」（PIE BOOKS）
  - OPUS I・THE CUTLERY
- 「地域ブランド戦略のデザイン」（PIE BOOKS）
  - 大野紫
  - クオーレ・アモーレ

## 食に関して
ソムリエ、ワインコーディネータ、利酒師、フードオーガナイザー、シガーアドバイザーなどの資格を持ち、「料飲専門家団体連合会・評議員」、「全日本ソムリエ連盟・評議員」、「日本酒サービス研究会・酒匠研究会 連合会・評議員」、「日本ワイン倶楽部・代表世話人（会長）」、「日本ワインコーディネータ協会・評議員」などに就任、所属。